# Oribatula angustolamellata
Oribatula angustolamellata är en kvalsterart som beskrevs av Iordansky 1991. Oribatula angustolamellata ingår i släktet Oribatula och familjen Oribatulidae. Inga underarter finns listade i Catalogue of Life.